# فینال جام حذفی فوتبال انگلستان ۱۸۸۵
فینال جام حذفی فوتبال انگلستان ۱۸۸۵، رقابت پایانی جام حذفی فوتبال انگلستان در سال ۱۸۸۵ میلادی است که مابین دو تیم باشگاه فوتبال بلکبرن و باشگاه فوتبال کویینز پارک در ورزشگاه اووال لندن برگزار شده‌است.
این مسابقه که در تاریخ ۴ آوریل ۱۸۸۵ انجام شده‌است با نتیجه ۲ بر ۰ به سود تیم باشگاه فوتبال بلکبرن به پایان رسید.